# 山本圭壱
山本 圭壱（やまもと けいいち、本名：山本 圭一〈読み同じ〉。1968年〈昭和43年〉2月23日 - ）は、日本のお笑いタレント、YouTuber、俳優。1989年にお笑いコンビ極楽とんぼのボケ担当として相方の加藤浩次とともに吉本興業に所属。不祥事により、2006年に吉本興業から契約解除され、以降9年間芸能活動を休止。
2015年にフリーランスで芸能活動を再開し、2016年に吉本興業に復帰。2019年12月にYouTubeチャンネル「けいちょんチャンネル」を開始し、けいちょんとして出演。妻は元AKB48でタレントの西野未姫。

## 略歴
東京都に生まれ、父の転勤に伴い3歳から広島県で育つ。
広島県瀬戸内高等学校では野球部に20日間、サッカー部に数ヶ月在籍したのちに、同郷で「ブレイクダンスの神様」と言われた風見しんごらが当時流行らせたブレイクダンスに夢中になり、広島平和記念公園などで踊っていた。
高校卒業後に上京し、天宮良が在籍していたショーパブ「タップチップス」の面接に合格して修行していたが、病気になり広島に戻る。有名になることを目指し20歳のときに再び上京し、東京ヴォードヴィルショーの面接を受け、合格し在籍する。加藤浩次とは東京ヴォードヴィルショーで出会い、加藤の本名が「浩二」であると知ったことで運命的なものを感じ、コンビを組む。
1989年、月謝の滞納が続き金銭的に困窮していたところ、雑誌の切り抜きの広告記事「吉本興業、東京進出！新規芸人募集！」が目に付き、加藤とともにオーディション「吉本バッタモンクラブ」に応募して合格し、同年8月に吉本興業入り。
劇場「赤坂プレイボックス」で遠藤章造と知り合い、互いに野球ファンであることから親しくなる。1994年に開場した銀座7丁目劇場では最古参メンバーとして同劇場に出演し、同劇場に出演していた田村淳、ペナルティらとも親しくなり、先輩として後輩に大盤振る舞いしていた。次第に同劇場出演者を中心に慕う芸人が増えていき、「軍団山本」と称して組織化するようになる。多いときで100人以上のメンバーがいた。
『新しい波』（フジテレビ）のディレクターであった片岡飛鳥に舞台で見出され、『とぶくすり』（フジテレビ系列）でブレイク。『とぶくすり』後継の『めちゃ×2モテたいッ!』への出演を経て、1996年から『めちゃ×2イケてるッ!』（フジテレビ系列、以下『めちゃイケ』）にレギュラー出演。『めちゃイケ』では岡村隆史とともに「岡村・山本2トップ時代」を築き、油谷さん、山奥、 スモウライダーなどのキャラクターで人気を博した。
2004年9月30日および2005年11月15日に放送された『うたばん』（TBS系列）のコーナー「うたばんスター誕生！」に出演し、尾崎豊の「I LOVE YOU」、ケツメイシの「さくら」を歌った。
また、俳優として映画『黄泉がえり』、『ゴジラ×メガギラス G消滅作戦』、ドラマ『ナースマン』（日本テレビ系列）、『独身3!!』（テレビ朝日系）などに出演した。
2006年6月、芸名を「山本圭壱」から本名の「山本圭一」へと改名。

### 不祥事、吉本興業との契約解除
2002年11月2日に桜美林大学の学園祭に出演した際にステージ上で下半身を露出し、公然わいせつ容疑で警視庁町田警察署から書類送検された。相方の加藤も公然わいせつ幇助容疑で書類送検され、両者は吉本興業から厳重注意を受け、当時出演中だった『天才てれびくんワイド』を降板した。
2003年6月10日、交際していたホステスの女性（当時23歳）が「オレの名前に傷がつくなどと人工妊娠中絶を求められた」と山本を告発するインタビュー記事がFLASHに掲載された。吉本興業は掲載前夜の6月9日、マスコミ各社に「交際並びに妊娠の事実と、双方の条件面での同意・承諾をもって中絶の事実を確認しております」とコメントするファクシミリを送った。山本は「たびたび、お騒がせして申し訳ありません。今回の件では何を言っても言い訳になってしまうので、批判を率直に受け止めて、これからの人生に生かしていきたいと思います」とコメントした。
2006年7月16日から17日にかけて、山本は所属していた茨城ゴールデンゴールズの試合のために滞在していた函館市内のビジネスホテルで、現地でナンパをした17歳の少女と宴会をして飲酒および性行為を行った。少女は「性行為に同意はなかった」として親と一緒に被害届を函館西警察署に提出した。18日には強姦の疑いで警察署から任意聴取を受け、直後に吉本興業から専属マネジメント契約の解除を通告された。吉本興業は文書で「本日、弊社は、山本の専属芸能家契約の解除をいたしました。その理由は、未成年者との飲酒行為及び性的暴行を行ったためです」とのコメントを発表した。山本は「合意はあった」と容疑を一部否認。8月29日に書類送検された→ウィキニュース。2006年10月3日、函館地検は少女、保護者と山本との間に9月中旬に示談が成立し、被害者側が9月22日に告訴を取り下げたため、山本を不起訴処分とした。
ロンドンブーツ1号2号の田村淳は、2015年の山本の活動再開に際して、2006年7月の淫行騒動について以下のように話している。
以上の事実をどこも報じないために、山本が誤解されている部分があると訴えた。

### 契約解除後
契約解除直後はマスコミに追われて自宅に帰るのが困難であったため、東京でホテル住まいをしていた。ホテルには当時山本の草野球チーム「TEAM神様」に所属していた武井壮が毎日のように訪れ、会話の相手をしたり、山本の代わりに買い物に行くなどしていた。契約解除から2か月半後の2006年9月、茨城ゴールデンゴールズのキャンプで宮崎県日向市に訪れた際に知り合った日向市の農園の代表を務める人物（以下、A氏）に「こういうときはこっちに来てゆっくりしてください」と声を掛けられて日向市に移住。
宮崎へは人目を避けて陸路を車で向かい、武井、輝咲翔らが同行した。日向市のホテル「ベルフォート日向」に輝咲とともに4か月ほど住み、その間に自動車免許は全車種、船舶、ホームヘルパー、中型バイク、フォークリフト、サーフィンなどの免許、資格を取得する。A氏とは約5ヶ月の間、食事や移動で世話になり、A氏に勧められてサーフィンを始めた。
2007年に茨城ゴールデンゴールズがキャンプで宮崎県日向市に訪れた際は、監督の萩本欽一にスタンドから謝罪したが、「今はまだ（復帰には）早いから帰りなさい」と門前払いされた。同年から宮崎県内の青果市場やサーフスクールで働く。宮崎県で過ごすようになって3年が経過したころに貯金が尽き、2009年の年末から宮崎県にある知人の肉巻きおにぎり専門店「肉だわら」で働くようになる。
2010年9月に『めちゃイケ』の新メンバーオーディションを受けたが、オープン参加者をふるい落とす最初の○×クイズ「よゐこの2人は同級生でしょうか？」で×を選び、不正解でそのまま敗退。
2013年3月、契約満了により「肉だわら」を退社。同年8月には広島県で鉄板焼き屋に勤務。同年9月より、実家が寺である今田耕司や松本人志、相方の加藤の提案で高野山の寺に入り、宿坊の手伝いに勤める。9月14日に田村淳は山本に婚姻届の保証人になってもらうために寺へ訪れた。寺に入る提案について加藤は、吉本興業に復帰したいと山本から相談された際に、反省しているように見えなかった、態度で示したほうがいいと思っていたことをのちに理由として話している。

#### 復帰を求める声
2013年1月に相方の加藤がラジオで「年内復帰を望む」と発言し、同年8月の『27時間テレビ』（フジテレビ系）では、指原莉乃との会話の中で前述の鉄板焼き屋勤務に触れ、「鉄板焼き屋の成功なんて望んでいませんよ！ 私はまだ（山本と）一緒にやりたいっていう気持ちがありますよ。あれから7年、こっからあいつはね、お寺に入ろうとしています」「あいつは7年頑張ってんだよ！ 全国の皆さん、あいつを許してやってください」と発言した。
軍団山本の幹部でもある田村淳もTwitterで「山本さんの芸能界復帰を望んでいます」と投稿し、たむらけんじも「僕も帰って来て欲しい！ 吉本若手芸人はほとんどがそう思ってるはず！」と投稿した。
契約解除から復帰までのおよそ10年の謹慎期間は「空白の10年」と称されており、2019年7月にカジサックのYouTubeチャンネルに出演した際に「（復帰まで）長かったじゃないですか？」と聞かれると、「私は長いなぁとか、短いなぁなんて、一つも思ってないんですよ」、「やっぱり楽観的に思ってる自分がいつもあったんかな」などと話した。また、山本自身は謹慎期間を指して「3300日連休」と表現している。

### 復帰
2014年の秋に「やはり自分は芸人としてやっていきたい」と考えなおし、芸人仲間からの助言もあって復帰ライブの準備を始める。2015年1月19日、吉本興業との契約解除から8年半ぶりに、下北沢駅前劇場でお笑いライブを開催した。チラシにはタレント名を「山本圭壱」とし、ライブ出演者欄には「極楽とんぼ 山本圭壱」とコンビ名を併記していた。観客が支払う料金は投げ銭制としていた。ライブには約100席の募集に対して16,000を超える申し込みがあり、会場周辺には100人以上の報道陣が集まった。
2015年5月、ラジオ番組『極楽とんぼ山本圭壱のいよいよですよ。』(宮崎サンシャインFM)が放送開始し、メディア復帰。7月5日には都内で行われたコントイベント「イルネス製作所」の客席にいた山本は矢作兼（おぎやはぎ）にうながされて飛び入り出演、9年ぶりに加藤と共演。9月9日にはニコニコ生放送「ニコラジ水曜日」で映像系メディアとしては復帰後初の出演。やまだひさしと空白の期間についてトークした。
2016年、DMMのオンラインサロン「DMMラウンジ」で『すいません、山本ですが。』を開設し、5月24日にはTwitterを開始。
2016年7月30日放送の『めちゃ×2イケてるッ! 夏休み宿題スペシャル!!』のコーナー「ゴクラク少年愚連隊」で10年ぶりに地上波に復帰した。番組内ではメンバー、ゲストが山本への感謝の念や不満・憤りを赤裸々に告白し、岡村、加藤は、不祥事を起こして世間に迷惑をかけたことや、寺を逃げ出したこと、メンバーと再会した際に悪びれた様子も無く笑顔であいさつしたこと、メンバーやスタッフに正式な形で謝罪しなかったことを叱責し、加藤と共にコンビとして改めて関係者に謝罪。直後に2人でリングを降り、視聴者に土下座で謝罪した。また、同年夏以降に極楽とんぼとして全国で謝罪行脚のライブをすることが発表された。番組では「山本は十分な社会的制裁を受けたと判断した」ためにこの企画を放送していると表明しており、以降の放送では山本の出演シーンの放送を解禁し、スタジオ外からではあるが「抜き打ちテスト」企画にも参加している。
2016年11月20日に東京・恵比寿で行われた全国ライブのファイナル公演で、吉本興業への復帰を発表。2017年にアマゾンプライムビデオで配信された『HITOSHI MATSUMOTO presents ドキュメンタル シーズン3』と『戦闘車』に出演。2018年8月に吉本坂46のオーディションに合格し、正式メンバーの1人として発表された。
2022年11月22日、元AKB48でタレントの西野未姫と結婚。2020年12月放送の『極楽とんぼのタイムリミット』では、西野の実弟に「もし彼氏が31歳も年上の山本圭壱だったら」というドッキリ企画を放送していた。2023年1月20日には、妻・西野未姫が出演していたフジテレビ『人志松本の酒のツマミになる話』にサプライズ登場し、5年ぶりにキー局系列の全国ネット番組への地上波出演となった。
2023年3月27日、加藤がMCを務める日本テレビ系『スッキリ』のコーナー「クイズッス」に「天の声ゴールド」としてナレーション出演。コーナー終了後地上に降りてきたという設定で顔出しで出演。『スッキリ』の番組終了1週間前にして同番組で初共演した。

## けいちょんチャンネル
2017年3月2日にYouTubeチャンネル「極楽とんぼ山本圭壱の◯本圭壱」を開設し、2018年3月22日に更新停止。2019年12月6日からはチャンネル名を「けいちょんチャンネル」として再開。「けいちょんチャンネル」ではけいちょん名義で出演。同年12月8日に放送された『極楽とんぼのタイムリミット』(AbemaTV)にゲスト出演したはじめしゃちょーに「○本圭壱（まるもとけいいち）」を紹介したところ、「ちょっとわかりづらいですね……」と反応されたことから新しい名前を考えることになり、「けいちょん」とはじめしゃちょーが命名した。『めちゃイケ』の元チーフディレクターであり、『タイムリミット』のディレクターでもあった松本泰治も「けいちょんチャンネル」のスタッフとして参加することとなった。
人気企画として、迷惑系YouTuberの凸に類似した、いろんな人に突撃するものがある。マッコイ斉藤が多数出演しており、中にはアポなしでマッコイの自宅や会社に押しかけて強制出演させられているものもある。そのような経緯から、喧嘩コントに発展することが多く、人気シリーズとなっている。なお、マッコイとはともに20代前半からの付き合いであり、『極楽とんぼのとび蹴りゴッデス』にもディレクターとして参加。「マッコイ斎藤」の名付け親でもある。2023年8月には、山本の視聴者への暴言、スタッフへの暴力によるスタッフとの軋轢が原因で「けいちょんチャンネル」が休止となった際もマッコイに説教され、山本とスタッフとの間に入って軋轢を解消する役目を担った。
2021年に鈴木紗理奈とのユニット「さりけい」を結成し、楽曲「未来史上最年少」を発表。「未来史上最年少」には武田真治もサックスで参加しており、かつてのめちゃイケメンバー3名が集結した。また、「さりけい」とは別に、自身がボーカルを担当するバンド「け'z」も同年に結成し、楽曲「哀愁 Break Out」を発表。
「けいちょんチャンネル」に出演した女優の中冨杏子の依頼により、2022年7月に発売された中冨の写真集『大人の妄トレ写真集 あんこの間違い探し』(フォレスト出版)のカメラマンを担当した。
2023年6月に「けいちょんチャンネル」で考案した「命と引き換えパスタ」(身体に悪そうだが塩辛を使った旨いパスタ)などを商品としたカフェ『けいちょんパスタを食らうcafe』を期間限定でオープンした。塩辛パスタ以外にも、「塩焼きそばパスタ」、川島章良(はんにゃ.)考案の「痛風パスタ」、mckj(こりゃめでてーな)考案の「地獄の濃厚味噌パスタ」などが販売された。
2023年8月5日に開催された「日向ひょっとこ夏祭り」に参加し、同日付で宮崎県日向市の観光大使を受嘱した様子を「けいちょんチャンネル」で配信した。

### 西野未姫との結婚
2022年11月22日、「けいちょんチャンネル」に多数出演していた西野未姫との結婚を発表。31歳差の年の差婚であり、西野の両親も年下である。同年3月から西野にアプローチをし続け、「軍団山本」の力を借りながら交際、結婚に至った。11月23日に夫婦で生配信を行い、馴れ初めなどを話した。ゲストに遠藤章造、庄司智春、田村亮、鈴木奈々、有野晋哉、島崎遥香らが登場した。その後、ディレクターの松本泰治、マッコイ、遠藤章造、田村淳、ワッキーら「軍団山本」のメンバーおよび鈴木紗理奈への結婚報告動画を公開した。2023年12月5日に結婚式を挙げ、その模様を12月12日に配信した。2024年5月には妻の妊娠、10月に第一子女児の誕生を報告し、「にこり」と命名したことを報告した。

## 人物

### 野球
広島東洋カープを人生の「柱」としており、小学2年生時にカープの優勝を見て以来のカープファンである。「元祖カープ芸人」と紹介されることがある。小学3年生時に「広島中央リトル」で三塁手として野球を始め、かつてカープの選手であった金本知憲、広島県出身の野球選手である野村弘樹とは「広島中央リトル」のチームメイトであった。金本とはのちに知人を通じて再会し、当時カープの選手であった東出輝裕、新井貴浩とともに食事するなどしてカープ選手との交友を深める。2015年には当時カープの選手であった中東直己を通じて菊池涼介とも交友を深める。
中学生時にも野球部に入ったが、まもなく退部。広島県瀬戸内高等学校でも野球部に20日間在籍したが、丸刈りを嫌がり退部。その後は野球部先輩の眼が恐く学校へはあまり行かなかった。後年、瀬戸内高校の夏の甲子園初出場時にはボールを10ケース分送った。旧広島市民球場でソフトドリンクの売り子として働いていたこともある。
2005年1月22日、萩本欽一が監督を務める社会人野球のクラブチーム「茨城ゴールデンゴールズ」が茨城県桜川村で行ったオーディション(入団テスト)に受験し、合格。同チームへの入団が決定した。背番号は「77」（2005年）、「5」（2006年）。2006年に前述の不祥事が原因で同チームから除名処分を受けた。
「茨城ゴールデンゴールズ」では、当時芸能界入りを志望していた武井壮と知り合っており、「顔が気に入らない」という理由で萩本から解雇された武井を「チーム神様」に入団させる。また、武井に芸能人のたまり場となっていた西麻布のバーを紹介し、その後の武井の芸能界入りまでの道筋をつけた。
2019年2月からカープの話題を中心としたYouTubeチャンネル「山本圭壱のだってカープが好きなんだもんch」を開始し、不定期で更新を続けている。2022年3月には「スカパー!プロ野球 12球団応援プロジェクト」の広島東洋カープ応援団長に就任した。

#### チーム神様
1996年に吉本興業の芸人を中心に草野球チーム「チーム神様」を結成。選手兼任監督として活動。サンケイスポーツ杯で東日本3位まで勝ち進んだ実績がある。2024年までに約200名の選手が所属し、チームへの所属については「来るもの拒まず、去るもの追わずの姿勢」としている。以下、これまでに所属した主な著名人（カッコ内は背番号）。
- 山本圭壱（47→50→1）
- 遠藤章造（14→60→3）
- 石橋貴明（3）
- 中居正広（10）
- 田村淳（22）
- 武井壮（51→6）
- 野々村真（19）
- 藤田憲右（17→66）
- 堤下敦（52）
- とにかく明るい安村（52）
- 庄司智春（64→8）
- マッコイ斉藤（77）
- 石井一久（16）
- 齊藤悠葵（21）
- 野村克則（99）
- 今井啓介（15）
- 吉田圭（36）
- 川本良平（27）

### スポーツ
基本的にスポーツ全般が好きである。高校では一時期サッカー部、ゴルフ部に在籍していた。広島県瀬戸内高等学校ゴルフ部では、田中秀道の3年先輩に当たる。カーレーサーの国内A級ライセンスを所持しており、近藤真彦の影響でレーサーに憧れていた時期がある。
サッカーでは、1996年にブラジルチーム（ジーコ、ジュニオール、クラウジオ、マガール、ブラジーリャ、アウメイダ、ジョルセイ）との対戦企画においてゴールキーパーとして顔面セーブ3回を含むセーブを連発する。最終的に5失点を許すも、PK戦ではジーコのシュートを右足でセーブした。相方を含め、周囲にサッカー部出身が多く、ヒデ（ペナルティ）を初め実績を保持する芸人からも「チラベルトばりの攻撃的プレイもできて、相手の弱点を突くところも冴えている。野球より向いているのでは？」と評価された。
プロレス好きでもあり、『めちゃイケ』でダンプ山本として相方の加藤扮するブル加藤と組み「極楽同盟」を結成し、クラッシュギャルズなどの女子プロレスラーたちと戦っているほか、『天才てれびくんワイド』でADヤマモトとして実際にDDT第78代アイアンマンヘビーメタル級王座を獲得している。極悪同盟には話を通していなかったことから、5年間も無許可でやっていたことについてダンプ松本から激怒された。

## 芸風
体重100kgを超すが、動きが軽快でスポーツ万能な通称「動けるデブ」。出演した番組で時折見せるダンスのキレは、ブレイクダンス経験者で、吉本印天然素材のセンターであった岡村隆史にも勝るとも劣らないほどであった。『めちゃイケ』で岡村と一緒にアドリブダンスをするのが恒例であった。
『めちゃイケ』で演じていたキャラクター「油谷さん」は「4年に一度、サッカーW杯開催年に登場する」という設定であった。のちに「油谷さん」を演じた後の苦労として、50度近い湯で体を食器洗剤で洗う、1週間ほど耳に入った油や臭いが取れない、という裏話をラジオで語った。
歌ネタが多く、企画DVD『テレビ不適合者』内での「仮の話ですけど」等、自作の歌を複数公表している。活動復帰ライブでは、SEを制作し、歌も担当した。歌詞には「サーフィン」「肉巻きオニギリ」「お寺」などが挿入されている。この楽曲をアレンジしているものが、宮崎サンシャインFMのレギュラー番組で使用されている。

## 単独出演

### テレビ

#### 現在
- 極楽山本・ロンブー亮のARIGATEENA TV（2020年10月11日 - 、テレ玉） - MC
- カープ道（2017年8月30日 - 、広島ホームテレビ） - 不定期出演
- 丸商建設スペシャル山本圭壱のてげ接待!! (2019年8月10日 - 、宮崎放送) - 不定期放送

#### 過去

##### 2006年以前
- おはスタ（2003年10月 - 2006年7月、テレビ東京）

##### 2016年以降
- 欲望の塊（2019年1月8日 - 3月27日、TOKYO MX） - MC
- 極楽山本・ロンブー亮のあたり前じゃねえからな!TV（2020年7月6日 - 9月21日、TOKYO MX） - MC
- 吉本坂46が売れるまでの全記録（2018年5月15日 - 2020年9月8日、テレビ東京） - 不定期出演
- 芸能界麻雀最強位決定戦 THEわれめDEポン 生スペシャル（フジテレビONE） - 不定期出演

### ラジオ

#### 現在
- 極楽とんぼ山本圭壱のいよいよですよ。（2015年5月5日 - 、宮崎サンシャインエフエム）[90]
- 山本圭壱と今夜も井戸端会議（2018年4月3日 - 、エフエム愛知）[91]

#### 過去
- 山本圭壱のスポーツBOMBER!（2003年10月 - 2004年3月・2004年10月 - 2005年3月、TBSラジオ）
- キャッチ・ザ・ベースボール→キャッチ・ザ・エキサイトベースボール（2004年度 - 2006年度、TBSラジオ）※途中降板
- 山本圭壱の道楽野球〜いつでもフルスイング〜（2005年4月 - 9月、TBSラジオ）
- 山本圭壱の道楽野球〜サタデー〜（2005年10月8日 - 2006年4月1日、TBSラジオ）

### テレビドラマ
- 仮面ライダークウガ（第7話）（2000年3月12日、テレビ朝日） - 西園寺公任
- はみだし刑事情熱系PART5（第14話）（2001年1月17日、テレビ朝日）
- ラブ・レボリューション（2001年4月9日 - 6月25日、フジテレビ） - 福田卓也
- ナースマン（2002年1月19日 - 3月23日、日本テレビ） - 山岡伸太
- 独身3!!（2003年10月10日 - 12月19日、テレビ朝日） - 田巻俊平
- 伝説の秋田犬 ハチ（2006年1月10日、日本テレビ） - 留さん

### 映画
- ゴジラ×メガギラス G消滅作戦（2000年、東宝） - 水道局員[2]
- 黄泉がえり（2003年、東宝） - 中島英也

### オリジナルビデオ
- 首都抗争1,2,3（2017年、オールインエンタテインメント）全3作 - 武田一家榎本組若頭 樋口陵介
- 孤高の叫び1,2（2018年）全2作 - 大宮組組員
- 潜入捜査官〜鳥籠の女豹〜（2019年） - 刑事課長
- 織田同志会 織田征仁 第四・五・六章（2020年 - 2021年） - 三島会幹部 羽生重文
- 日本統一45,46（2021年） - 三代目西日本睦会副会長 江崎国生

### 舞台
- ちはやぶる神の国 〜異聞・本能寺の変〜（2017年4月19日 - 4月23日、新宿村LIVE） - 池田興次
- 北斗の拳 -世紀末ザコ伝説-（2017年9月7日 - 9月10日、シアターGロッソ） - ジャギ
- こと 〜築地寿司物語〜（2018年3月1日 - 3月11日、築地本願寺ブディストホール） - 栄蔵
- うそつきお扇（2019年1月10日 - 1月14日、浅草ゆめまち劇場） - 尾形林之丞
- こと 〜築地寿司物語〜 完全版（2019年3月7日 - 3月10日、築地本願寺ブディストホール） - 栄蔵
- 新・罪と罰（2019年4月25日 - 4月29日、東京芸術劇場シアターイースト）
- 入院王 〜あんなに可愛かったミナミさん〜（2019年7月5日 - 7月7日、恵比寿エコー劇場） - 畠山
- 悪い女に札束を 〜銀座・女たちの過去〜（2019年8月30日 - 9月1日、銀座博多館劇場）
- トムとジェリー 夢よもう一度（2019年8月5日 - 10月18日、御園座・Bunkamuraオーチャードホール・クールジャパンパーク大阪WWホール） - ドラ猫ガス
- こと 〜築地寿司物語〜 明日への轍（2023年4月27日 - 4月30日、築地本願寺ブディストホール） - 栄蔵
- シーボルト父子伝〜蒼い目のサムライ〜受け継ぐ者達（2024年8月8日 - 11日、銀座博品館劇場） - 西郷隆盛[92]

### ミュージックビデオ
- アカシック「いちかばちかちゃん」（2017年）
- さりけい「未来史上最年少」（2021年）
- け'z「哀愁Break Out」（2021年）
- 湘南乃風「夢物語」（2022年）

### ウェブ
- すいません、山本ですが。（2016年3月1日 - 、DMMオンラインサロン）
- 山本圭壱のCrack a smile! 〜とりあえず笑っとけ!〜（2016年8月11日 - 、GYAO!）
- HITOSHI MATSUMOTO presents ドキュメンタル（2017年 - 2021年、Amazonプライム・ビデオ） - シーズン3、シーズン10出演
- 戦闘車（2017年10月6日 - 10月27日、Amazonプライム・ビデオ）
- HITOSHI MATSUMOTO presents ドキュメンタル Documentary of Documental シーズン1（2017年11月15日、Amazonプライム・ビデオ）
- 新春オールスター麻雀大会2019（2019年1月2日 - 1月3日、AbemaTV）[93]
- WINTICKET ミッドナイト競輪（2019年4月 - 、AbemaTV） - 日替わり出演者
- 新春オールスター麻雀大会2020（2020年1月2日 - 1月3日、AbemaTV）[94]※テレビ朝日でも一部放送 ※チーム優勝[95]
- けいちょんのバズってクッキング（ミクチャ）
- 迷えるとんぼちゃん（2022年3月3日 - 、ABEMA）

### YouTube
- 極楽とんぼ山本圭壱 けいちょんチャンネル（2019年12月6日 - ）
  - 極楽とんぼ山本圭壱の〇本圭壱（2017年3月2日 - 2018年3月22日）
- 山本圭壱のだってカープが好きなんだもん（2019年2月28日 - ）
- 軍団山本チャンネル（2020年6月7日 - ）
- Win Win Wiiin (2021年1月31日〈ゲストとして〉、2022年1月15日 - 〈レギュラーMCとして〉)

### CM
- ペットショップ ワンラブ「山本圭壱さん店頭篇」（2016年4月 - 6月）[96]
  - 「ここにひとつの愛が篇」（2024年8月1日 - ）妻の西野美姫と出演
- 丸商建設〈ナレーション〉
- 株式会社あくがれ蒸留所 日向あくがれ

### ライブイベント
- 極楽とんぼ山本圭壱のだってカープが好きなんだもん（2015年 - ）

1. 2015年6月13日 ルイードスポルデ 山内泰幸（カープOB）
2. 2015年9月27日 ルイードスポルデ 山内泰幸（カープOB）
3. 2015年12月16日 お台場東京カルチャーカルチャー 桝本壮志(放送作家) 齊藤悠葵(カープOB) 東出輝裕（カープOB、カープコーチ）
4. 2016年12月26日 お台場東京カルチャーカルチャー 桝本壮志 ザ・ギース尾関 菊池涼介（カープ選手、カープV戦士）
5. 2018年12月26日 「カープ セ・リーグ3連覇おめでとうSP」渋谷・東京カルチャーカルチャー 桝本壮志(放送作家) 尾関高文(ザ・ギース) 菊池涼介（カープ選手、カープV戦士）
6. 2019年12月26日 ルミネtheよしもと（東京都） 桝本壮志（放送作家） 尾関高文（ザ・ギース） ゴッホ向井ブルー 梵英心（カープOB） 永川勝浩（カープOB、カープコーチ） 磯村嘉孝（カープ） 坂倉将吾（カープ）
7. 2024年7月24日 Naked Loft Yokohama 桝本壮志（放送作家）

- けいちょんフェスティバル2021 けェスin宮崎（2021年11月7日、メディキット県民文化センター）
- けいちょんフェスティバル2022 けェスin東京（2022年3月9日、豊洲PIT）
- けいちょんフェスティバル2022 けェスin広島（2022年4月24日、広島JMSアステールプラザ 大ホール）
- けいちょんフェスティバル2022 けェスin小樽（2022年8月7日、小樽市民センター マリンホール）
- けいちょんチャンネル presents け'z & 加護亜依（2022年10月10日、Spotify O-EAST）
- けいちょんフェスティバルSeason2
  - けェスin宮崎（2022年11月5日、メディキット県民文化センター）
  - けェスin愛知（2023年6月3日、尾張旭市文化会館 文化会館ホール）
  - けェスin小樽（2023年8月2日、小樽市民センター マリンホール）
  - けェスin女川（2023年8月27日、女川町庁舎ホール）

## ディスコグラフィ

### 「さりけい」名義

#### 配信シングル
- 未来史上最年少（2021年3月24日、SteadyMusic）[97]
- 夢だらけ（2021年8月4日、SteadyMusic）[97]
- MOVEでしょ!!（2022年2月23日、SteadyMusic）[98]

### 「け'z」名義

#### シングル
- 哀愁 Break Out（2021年6月9日、ヤマレコ、KEICH-001（配信は5月20日）） - EAN 4948722553250
- めでてーな feat,mckj（2023年3月29日、ヤマレコ、KEICH-002） - EAN 4948722566885

#### 配信シングル
- オレンジのアナベル（2021年10月16日、ヤマレコ）
- ポジティブマン（2021年10月16日、ヤマレコ）
- シーサイドBBQ（2021年10月16日、ヤマレコ）
- 今をかけろ（2021年10月16日、ヤマレコ）

## 書籍
- 極楽野球放談（2003年5月、メディアプランニング） ISBN 978-4990167301

### 雑誌連載
- 熱烈カープコラム 野球美人（月刊誌「広島アスリートマガジン」創刊号 - 2006年8月号[注 8]最終回、全42回、サンフィールド）
- 熱烈カープコラム だって野球が好きなんだもん（月刊誌「広島アスリートマガジン」2015年4月号 - 、サンフィールド） 連載中
- 深い意味はございま川柳（季刊誌「FLAG!」Vol.08〈2017年〉 - Vol.13〈2018年〉最終回、全6回、ザメディアジョン）